# Harrington (Maine)
Harrington ist eine Town im Washington County des Bundesstaates Maine in den Vereinigten Staaten. Im Jahr 2020 lebten dort 962 Einwohner in 610 Haushalten (in den Vereinigten Staaten werden auch Ferienwohnungen als Haushalte gezählt) auf einer Fläche von 130,30 km².

## Geographie
Nach dem United States Census Bureau hat Harrington eine Gesamtfläche von 130,30 km², von der 54,67 km² Land sind und 75,63 km² aus Gewässern bestehen.

### Geographische Lage
Harrington liegt im Süden des Washington Countys am Atlantischen Ozean. Das Gebiet beinhaltet viele Buchten. Zum Gebiet der Town gehören auch einige Inseln. Die größeren sind: Dyer Island, Flint Island, Foster Island und Trafton Island. Flint Island ist ein Naturschutzgebiet, das von The Nature Conservancy verwaltet wird. Es gibt keine Wanderwege durch den Fichtentannenwald, aber die Ufer sind schiffbar und es gibt eine Strandlandung. Die Insel verfügt über lavendelgraue, fossilhaltige Klippen und Robben, die auf nahe gelegenen Felsvorsprüngen gezogen werden. Ein Teil der Bucht vor Harrington gehört zum Schutzgebiet West Bay Seed Mussel Conservation Area. Mehrere Flüsse durchziehen das Gebiet, die alle im Atlantischen Ozean münden. Es gibt keine größeren Seen auf dem Gebiet, es ist zudem eben, ohne größere Erhebungen.

### Nachbargemeinden
Alle Entfernungen sind als Luftlinien zwischen den offiziellen Koordinaten der Orte aus der Volkszählung 2010 angegeben.
- Norden: Columbia, 16,1 km
- Osten: Addison, 7,5 km
- Westen: Milbridge, 9,2 km
- Nordwesten: Cherryfield, 15,3 km

### Stadtgliederung
In Harrington gibt es mehrere Siedlungsgebiete: Coffin District, Dewey, Dorman, Fryeville, Harrington, Marshville, Ripley, West Harrington und Wilson District.

### Klima
Die mittlere Durchschnittstemperatur in Harrington liegt zwischen −7,8 °C (18 °F) im Januar und 20,6 °C (69 °F) im Juli. Damit ist der Ort gegenüber dem langjährigen Mittel der USA um etwa 9 Grad kühler. Die Schneefälle zwischen Oktober und Mai liegen mit bis zu zweieinhalb Metern mehr als doppelt so hoch wie die mittlere Schneehöhe in den USA; die tägliche Sonnenscheindauer liegt am unteren Rand des Wertespektrums der USA.

## Geschichte
Harrington wurde zunächst als Township No. 5 East of the Union River, Livermore Survey (T5 EUR LS), auch Township No. 5 West of Machias vermessen. Die Organisation als Town erfolgte am 17. Juni 1797. Teile von Columbia wurden 1818 und 1823 hinzugenommen, an Steuben wurde 1823 und an Millbridge 1848 Land abgegeben.
Die Bewohner von Harrington betrieben Landwirtschaft, jedoch war die Lage am Ozean für die Bewohner prägend. Es gab mehrere Schiffbauunternehmen, Bootsbauer, Segelmacher, sowie Schuh- und Stiefelhersteller zudem mehrere Mühlen für Mehl, Schrot und Schnittholz. Harrington war die Nummer 5 der sechs zweitklassigen Townships östlich des Union River, denen Massachusetts 1762 einer Vereinigung von Petenten gewährte. Die Besiedlung begann 1765 und am 17. Juni 1796 wurde es unter seinem heutigen Namen eingetragen.
Die inzwischen stillgelegte Bahnstrecke Washington Junction–St. Croix Junction hatte eine Haltestelle in Harrington.

### Einwohnerentwicklung
| Volkszählungsergebnisse – Town of Harrington, Maine | Volkszählungsergebnisse – Town of Harrington, Maine | Volkszählungsergebnisse – Town of Harrington, Maine | Volkszählungsergebnisse – Town of Harrington, Maine | Volkszählungsergebnisse – Town of Harrington, Maine | Volkszählungsergebnisse – Town of Harrington, Maine | Volkszählungsergebnisse – Town of Harrington, Maine | Volkszählungsergebnisse – Town of Harrington, Maine | Volkszählungsergebnisse – Town of Harrington, Maine | Volkszählungsergebnisse – Town of Harrington, Maine | Volkszählungsergebnisse – Town of Harrington, Maine |
| Jahr                                                | 1800                                                | 1810                                                | 1820                                                | 1830                                                | 1840                                                | 1850                                                | 1860                                                | 1870                                                | 1880                                                | 1890                                                |
| --------------------------------------------------- | --------------------------------------------------- | --------------------------------------------------- | --------------------------------------------------- | --------------------------------------------------- | --------------------------------------------------- | --------------------------------------------------- | --------------------------------------------------- | --------------------------------------------------- | --------------------------------------------------- | --------------------------------------------------- |
| Einwohner                                           | 298                                                 | 469                                                 | 732                                                 | 1118                                                | 1542                                                | 963                                                 | 1130                                                | 1142                                                | 1290                                                | 1150                                                |
| Jahr                                                | 1900                                                | 1910                                                | 1920                                                | 1930                                                | 1940                                                | 1950                                                | 1960                                                | 1970                                                | 1980                                                | 1990                                                |
| Einwohner                                           | 1165                                                | 1020                                                | 1024                                                | 865                                                 | 918                                                 | 853                                                 | 717                                                 | 553                                                 | 859                                                 | 893                                                 |
| Jahr                                                | 2000                                                | 2010                                                | 2020                                                | 2030                                                | 2040                                                | 2050                                                | 2060                                                | 2070                                                | 2080                                                | 2090                                                |
| Einwohner                                           | 882                                                 | 1004                                                | 962                                                 |                                                     |                                                     |                                                     |                                                     |                                                     |                                                     |                                                     |

## Kultur und Sehenswürdigkeiten

### Bauwerke
In Harrington wurde ein Bauwerk unter Denkmalschutz gestellt und ins National Register of Historic Places aufgenommen.
- Gallison Memorial Library, 2001 unter der Register-Nr. 00001632.[10]

## Wirtschaft und Infrastruktur

### Verkehr
Der U.S. Highway 1 verläuft durch den Norden des Gebietes. Von ihm zweigt in südwestliche Richtung der U. S. Highway 1A ab.

### Öffentliche Einrichtungen
Es gibt keine medizinischen Einrichtungen in Harrington. Die nächstgelegenen befinden sich in Machias.
Die Gallison Memorial Library befindet sich in der Main Street in Harrington. Das Gebäude der Bücherei, ein Backsteingebäude im Kolonialstil, wurde unter Denkmalschutz gestellt und ins National Register of Historic Places aufgenommen. Es wurde der Town von Alice Gallison in Erinnerung an ihren Ehemann Forest geschenkt.

### Bildung
Harrington gehört mit Addison, Columbia, Columbia Falls und Milbridge zum MSAD #37.
Im Schulbezirk werden folgende Schulen angeboten:
- D.W. Merritt Elementary in Addison, mit Schulklassen von Pre-K bis zum 6. Schuljahr
- Harrington Elementary in Harrington, mit Schulklassen von Pre-K bis zum 6. Schuljahr
- Milbridge Elementary in Milbridge, mit Schulklassen von Pre-K bis zum 6. Schuljahr
- Narraguagus Jr/Sr High School in Harrington, vom 7. bis 12. Schuljahr